# 공공 도서관 선언

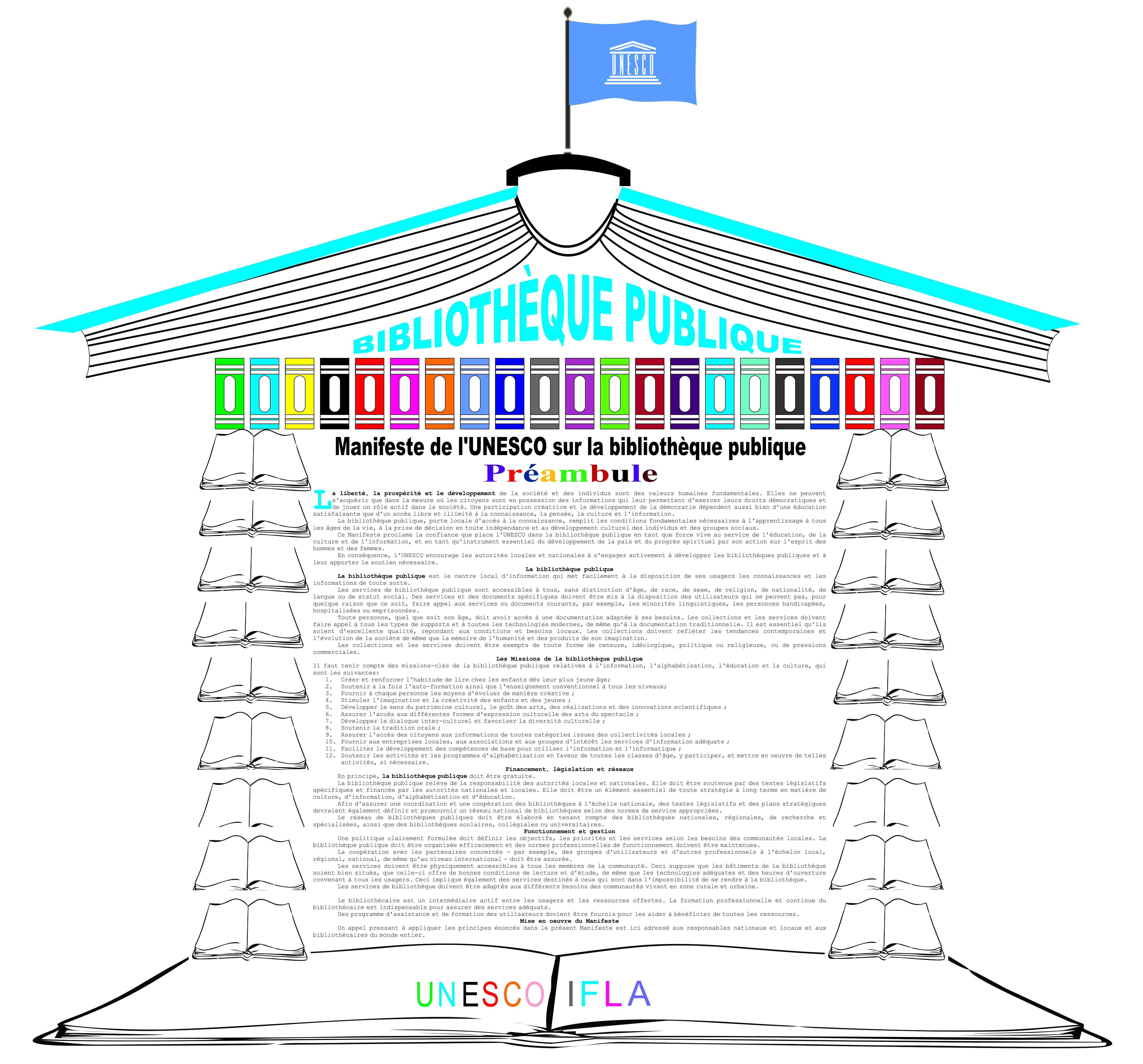

공공 도서관 선언(Public Library Manifesto)은 공공 도서관의 바람직한 방향에 관한 유네스코(UNESCO)와 국제 도서관 연맹(IFLA)의 결의이다.
1949년에 유네스코는 공공 도서관의 목적에 관한 선언을 발표했다. 1972년에 그동안의 사회 변화와 발전을 고려하여 국제 도서관 연맹(IFLA)과 공동으로 1949년의 선언문을 수정했다. 이 선언은 그 후 다시 수정되어 1994년 11월에 채택되었다.
이 선언문은 도서관 이용의 편리성, 도서관 소장 자료의 다양성, 도서관의 적극적인 교육 사업, 도서관에 대한 정부의 법적, 재정적 지원 필요성 등을 나타내고 마지막에 각국이 이 선언에 나타난 원리를 실현하여야 한다고 명시하고 있다.

## 공공 도서관 선언문, 1994
인간은 기본적으로 개인과 사회의 자유와 번영을 중시한다. 이것들은 시민 각자가 사회의 주인이라는 의식을 갖고, 사회에 도움이 될 수 있는 일을 자발적으로 하는 능력을 통하여 달성될 수 있다. 건설적인 참여와 민주주의의 발전은 시민이 지식, 생각, 문화, 정보에 무료로, 아무 제한 없이 접근할 수 있는가, 특히 시민 사이에 만족스러운 교육이 이루어지는가에 달렸다.
지식의 관문 중의 하나로서 공공 도서관은 평생에 걸쳐 무엇을 배울 수 있게 하며, 어떤 사항을 스스로 결정할 수 있게 하며, 개인과 사회가 문화적으로 발전할 수 있게 한다.
이 선언은 교육, 문화, 정보를 위한 실질적인 영향력으로서의 공공 도서관, 인간의 이성을 통해 정신적인 건강과 평화를 유지하도록 하는 필수적인 주체로서의 공공 도서관에 관한 유네스코의 믿음을 밝히고 있다.
따라서 유네스코는 중앙 정부 또는 지방 정부가 공공 도서관 발전을 위해 적극적으로 지원할 것을 권장한다.

### 공공 도서관
공공 도서관은 정보의 지역 중심지이다. 이곳에서 수많은 종류의 지식과 정보가 즉석에서 사용자에게 제공된다.
공공 도서관의 서비스는 나이, 인종, 성, 종교, 국적, 언어, 신분 등에 관계 없이 기본적으로 누구에게나 평등하게 제공된다. 일반적인 서비스와 자료를 이용할 수 없는 사람에게는 반드시 맞춤 서비스와 자료가 제공되어야 한다. 이러한 사람 중에는 소수 언어 사용자, 신체가 불편한 사람, 또는 병원이나 감옥에 있는 사람 등이 포함된다.
모든 연령대의 사람들이 자신들의 필요한 자료를 찾는데 불편함이 없어야 한다. 소장물과 서비스는 전통적 방식의 자료는 물론이고, 적당한 모든 매체와 현대적인 기술 적용을 포함하여야 한다. 지역 사회의 요구, 현황과의 밀접한 관련성은 기본이다. 소장 자료는 과거 인류의 온갖 노력과 상상의 기억뿐만 아니라, 현재의 시대적인 경향을 반영하여야 한다.
도서관의 소장품과 서비스는 이데올로기, 정치적 또는 종교적 검열, 상업적 압력에 종속되어서는 안 된다.

### 공공 도서관의 임무
다음은 정보, 읽기와 쓰기, 교육, 문화와 관련한 공공 도서관의 중요 임무이다:
1. 어린이가 독서 습관을 기를 수 있도록 한다.
2. 모든 단계의 정규 교육뿐만 아니라 자기 주도적 학습을 지원한다.
3. 창의적이고 건설적인 발전을 할 수 있는 기회를 개인에 제공한다.
4. 어린이와 청소년의 상상력과 창의력을 자극한다.
5. 문화 유산에 대한 자각, 예술과 과학적 발견, 혁신에 대한 이해를 돕는다.
6. 모든 행위 예술의 문화적 표현에 대해 접근할 수 있게 한다.
7. 다양한 문화 교류를 장려하고 문화적 다양성을 지지한다.
8. 구전되는 문화를 지원한다.
9. 모든 종류의 지역 정보에 시민이 접근할 수 있도록 보장한다.
10. 지역 회사, 단체, 동호회에 대한 적절한 정보 제공 서비스를 제공한다.
11. 컴퓨터와 정보 활용 능력의 계발을 촉진시킨다.
12. 모든 연령대를 대상으로 한 읽기와 쓰기 교육 활동에 참여하고 지원한다. 만약 그러한 활동이 없다면 새로 시작한다.

### 재원, 법제, 연계
공공 도서관 원칙적으로 무료여야 한다. 공공 도서관은 지역 정부, 중앙 정부의 책무이다. 이것은 반드시 구체적 법령에 의해 뒷받침되어야 하며, 지역 정부, 중앙 정부로부터 재정적인 지원을 받아야 한다. 이것은 문화, 정보 축적, 읽고 쓰는 능력, 교육을 위한 장기적 계획의 필수 요소가 되어야 한다.
전국의 도서관의 협력과 조화를 공고히 하기 위해, 법령과 정책은 공공 도서관의 서비스 표준을 마련하고 촉진시켜야 한다.
공공 도서관의 연계는 각종 학교의 도서관뿐만 아니라 국립 도서관, 지역 도서관, 연구 중심 도서관, 특수 목적 도서관 사이의 관계도 고려하여 설계되어야 한다.

### 운영, 관리
지역 사회의 요구에 관련하여 목표, 중요 사항, 서비스를 정의하는 분명한 정책이 세워져야 한다. 공공 도서관은 효율적으로 조직되어야 하고 운영의 전문성은 항상 유지되어야 한다.
적당한 동반자(이용자, 지역 단체, 다양한 분야의 전문가 등)와의 협력이 확보되어야 한다.
사회 모든 구성원이 물리적으로 서비스에 접근이 가능하여야 한다. 도서관 건물은 교통이 좋은 곳에 위치하여야 하며, 시설은 현대적인 기술이 적용된 좋은 것이어야 하며, 이용자가 불편하지 않도록 개관 시간이 충분하여야 한다.
도서관 서비스는 시골과 도시 지역의 각각 다른 요구에 적합하게 변형되어야 한다.
도서관 사서는 이용자와 자료 사이의 적극적인 중계자이다. 사서의 전문적, 지속적인 교육은 적절한 서비스를 보장하기 위해 없어서는 안 된다.
봉사 활동과 이용자 교육 과정은 이용자가 모든 자료로부터 이익을 얻을 수 있도록 제공되어야 한다.

### 선언의 이행
세계 곳곳의 국가적, 지역적 단계의 정책 결정자와 도서관 사회는 이 선언에 나타난 원리를 이행하여야 한다.

## 추가 문헌
- 공공 도서관 선언문, 1972(영문판)
- 공공 도서관 선언문, 1994(영문판, 불문판 등)

## 같이 보기
- 유네스코